# Ken Hale
Kenneth Oliver Hale, più conosciuto con il diminutivo Ken Hale (Blyth, 18 settembre 1939 – 5 gennaio 2015) è stato un allenatore di calcio e calciatore inglese, di ruolo attaccante.

## Carriera

### Giocatore
Esordisce tra i professionisti nella stagione 1957-1958 all'età di 18 anni con il Newcastle Utd, club della prima divisione inglese, in cui già aveva giocato nelle giovanili; in particolare, il suo primo incontro tra i professionisti risale al 28 dicembre 1957, in una partita di campionato contro il Tottenham. Nell'arco della stagione gioca poi solamente un'ulteriore partita, mentre nella stagione 1958-1959 gioca 5 partite. L'anno seguente, conclusosi con la retrocessione delle Magpies in seconda divisione, lo vede scendere in campo in un'unica occasione, nella quale curiosamente realizza una doppietta, chiudendo così il campionato con l'insolita media di 2 gol a partita. Tra il 1960 ed il 1962, pur senza essere titolare, gioca poi con frequenza leggermente maggiore: nell'arco di un biennio gioca infatti 22 partite in seconda divisione, nelle quali realizza peraltro 13 reti.
Nel 1962 viene ceduto al Coventry City, club di terza divisione; con gli Sky Blues trova una maggior continuità di impiego, restando in squadra per quattro stagioni, le ultime due in seconda divisione a seguito della vittoria della Third Division 1963-1964: in totale realizza 27 reti in 99 presenze in partite di campionato; trascorre quindi un biennio all'Oxford Utd, con cui in totale mette a segno 13 gol in 66 presenze in terza divisione. Trascorre quindi il quadriennio compreso tra il 1968 ed il 1972 al Darlington, club di quarta divisione, dove per la prima volta in carriera è stabilmente titolare, realizzando in totale 25 reti in 173 partite di campionato: tra il gennaio e l'aprile del 1972 diventa peraltro anche allenatore del club, con cui in 21 partite ufficiali conquista complessivamente 7 vittorie, 2 pareggi e 12 sconfitte. L'ultimo club in cui gioca è infine l'Halifax Town, con la cui maglia nell'arco di un biennio totalizza 52 presenze e 4 reti.
In carriera ha totalizzato complessivamente 420 presenze e 84 reti nei campionati della Football League.

### Allenatore
Dopo la già citata parentesi al Darlington, riprende ad allenare subito dopo il ritiro: la sua prima (ed unica) squadra in cui è solamente allenatore e non contemporaneamente anche giocatore è l'Hartlepool Utd, club di quarta divisione, che guida dall'inizio della stagione 1974-1975 fino all'ottobre del 1976, per un totale di 40 vittorie, 31 pareggi e 36 sconfitte in 117 partite ufficiali allenate.

## Palmarès

### Giocatore

#### Competizioni nazionali
- Third Division: 1

Coventry City: 1963-1964